# Aeolochroma recta
Aeolochroma recta är en fjärilsart som beskrevs av Louis Beethoven Prout 1929. Aeolochroma recta ingår i släktet Aeolochroma och familjen mätare. Inga underarter finns listade i Catalogue of Life.